# Plegafulles collrogenc
El plegafulles collrogenc (Syndactyla ruficollis) és una espècie d'ocell de la família dels furnàrids (Furnariidae) que habita el sotabosc de la selva pluvial dels Andes, al sud-oest de l'Equador i nord de Perú.